# Mortes em julho de 2016
Mortes em 2016: ← Janeiro – Fevereiro – Março – Abril – Maio – Junho – Julho – Agosto – Setembro – Outubro – Novembro – Dezembro →
Esta é uma relação de pessoas notáveis que morreram durante o mês de julho de 2016, listando nome, nacionalidade, ocupação e ano de nascimento.

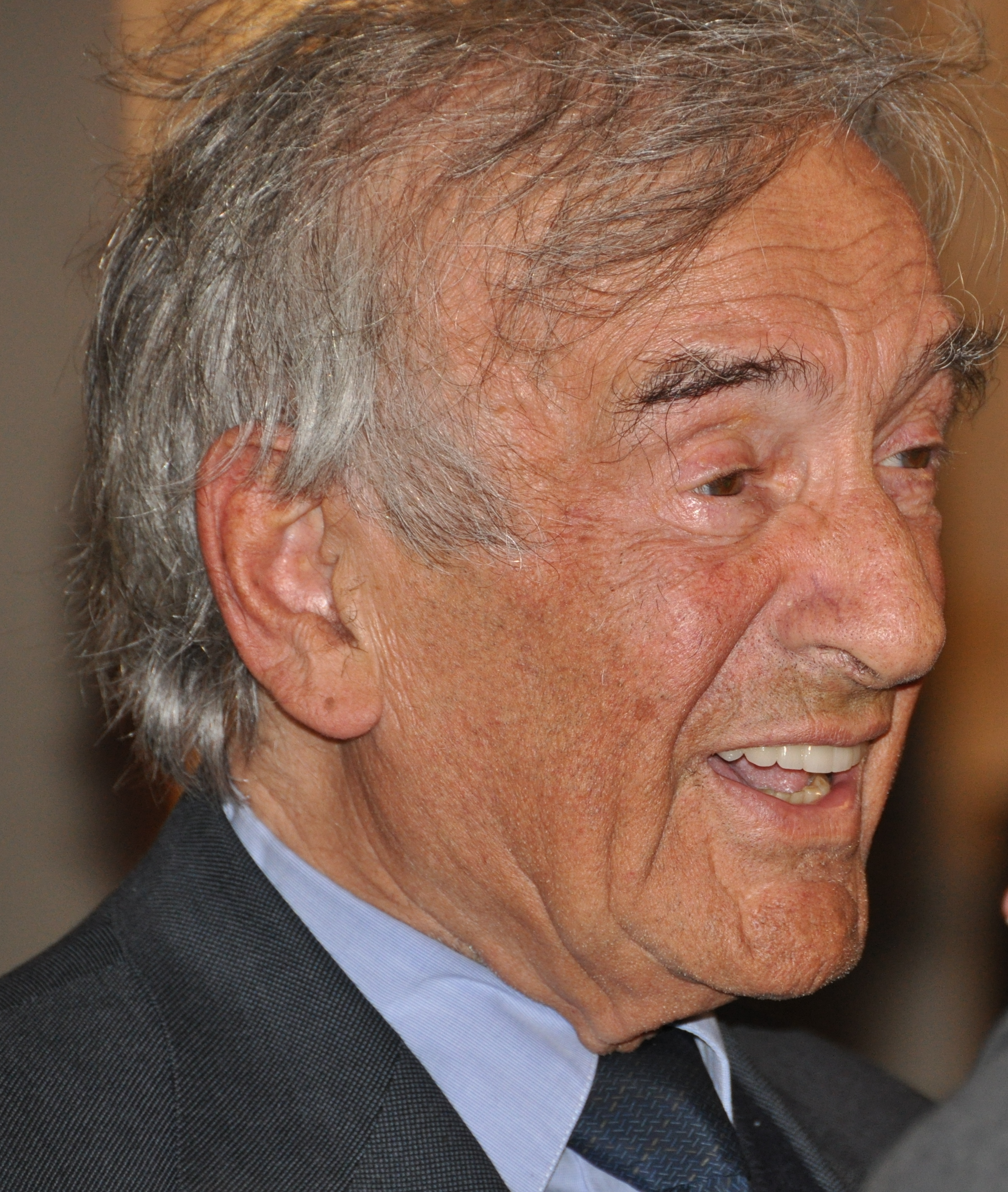
Elie Wiesel, sobrevivente do Holocausto e Nobel da paz americano.

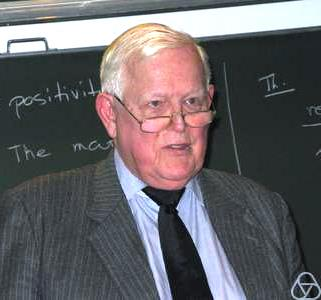
Rudolf Kalman, matemático e engenheiro húngaro.

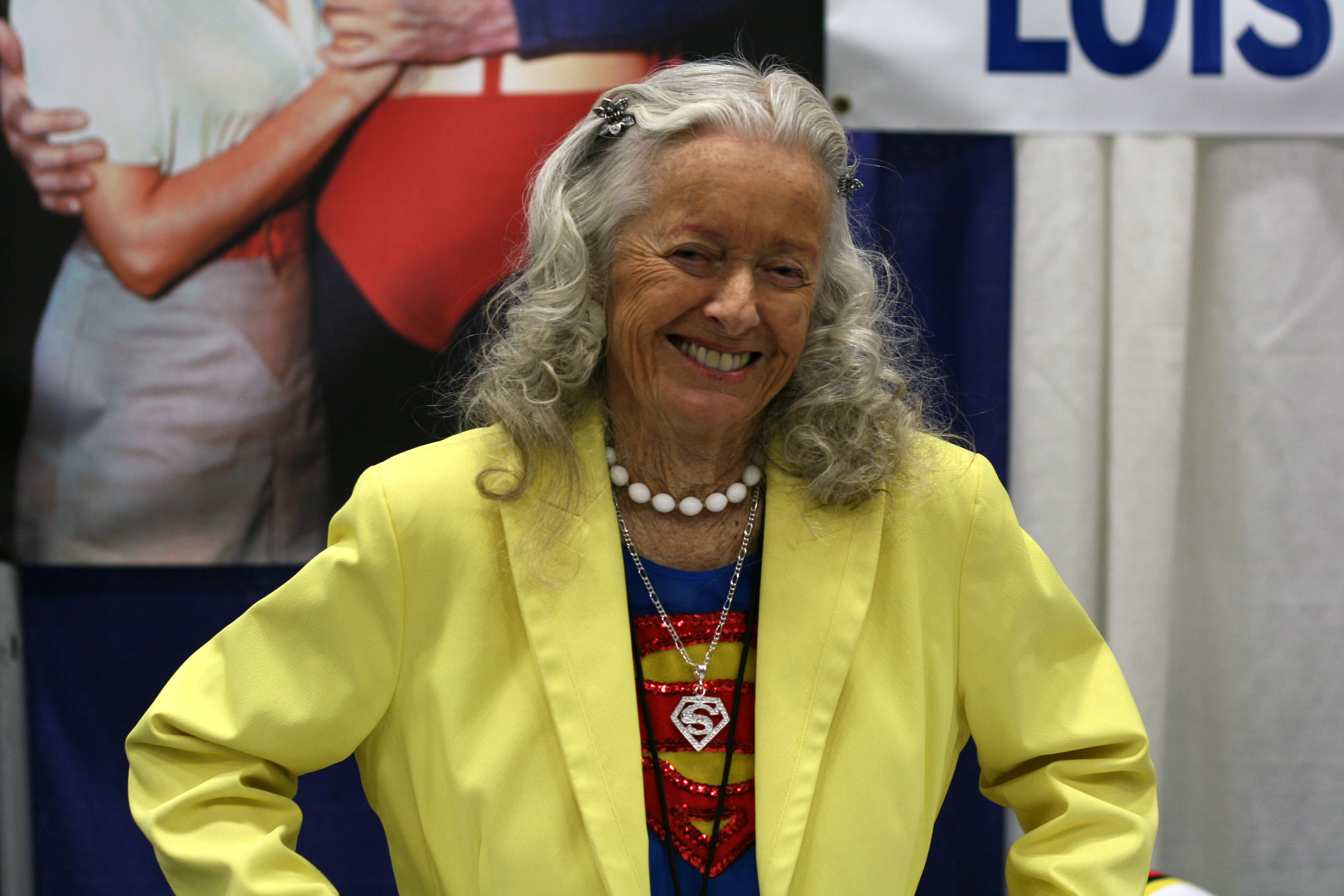
Noel Neill, atriz americana.

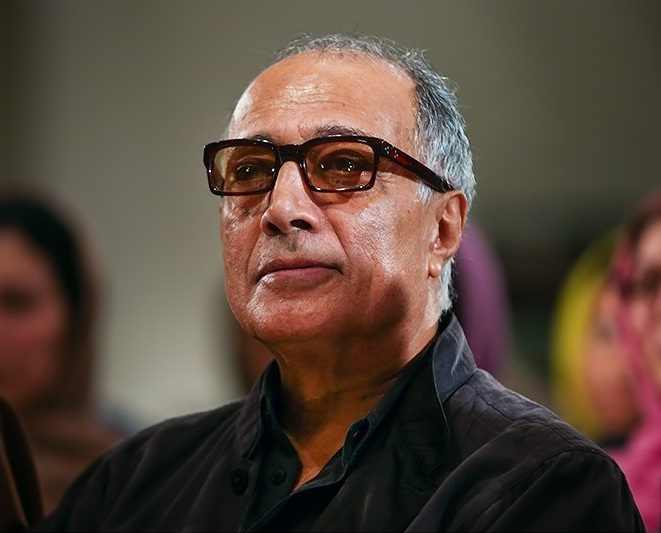
Abbas Kiarostami, cineasta iraniano.

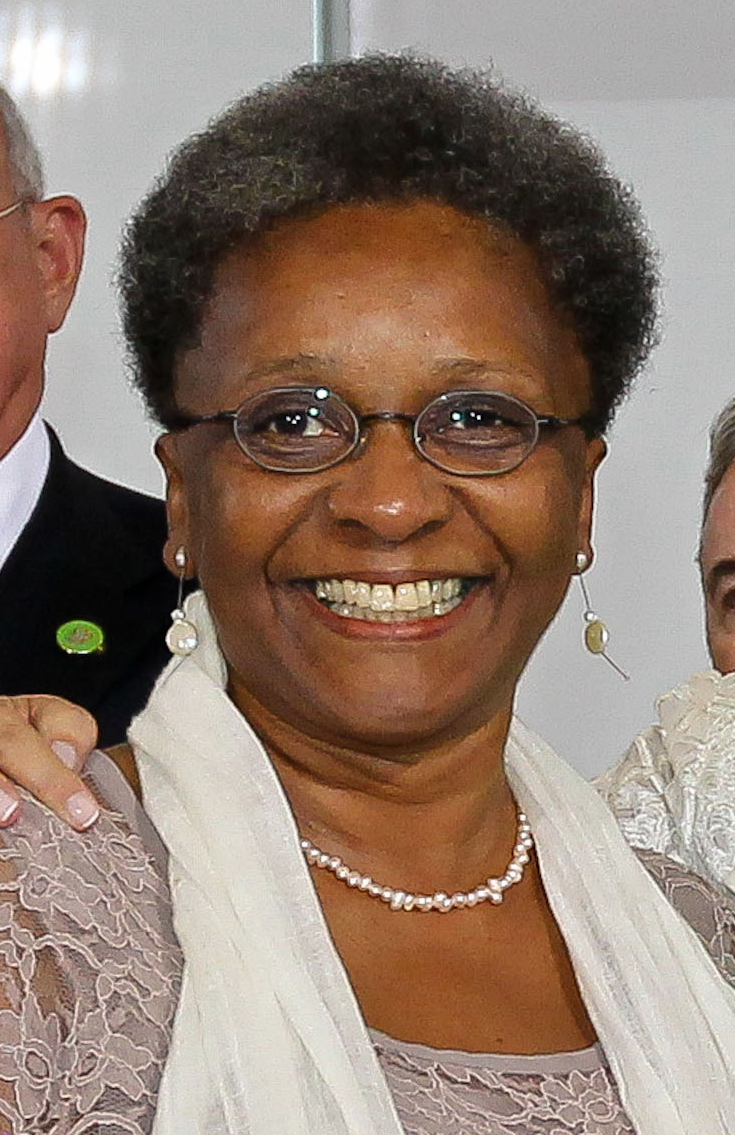
Luiza Helena de Bairros, ministra brasileira.

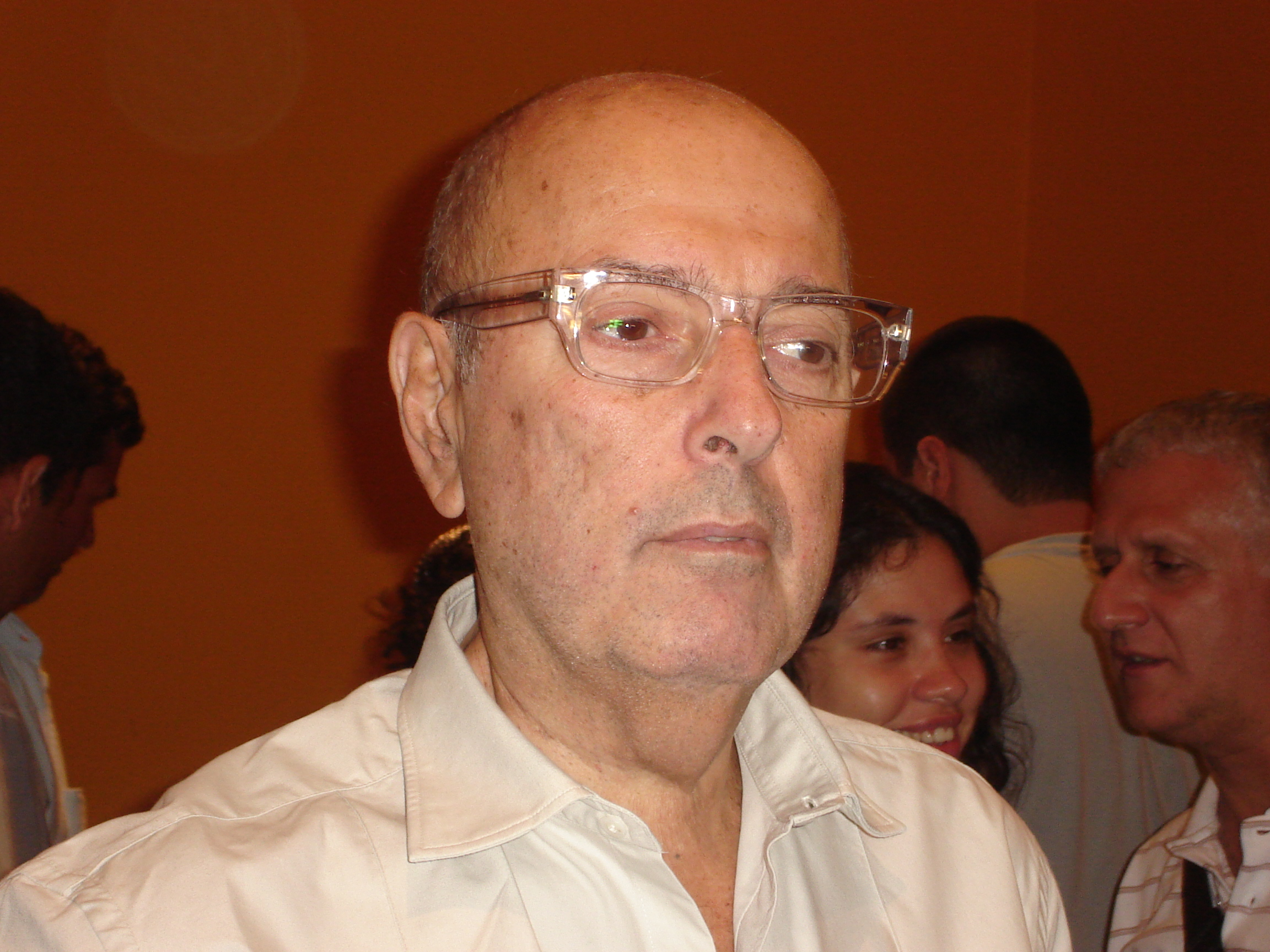
Hector Babenco, cineasta brasileiro nascido na Argentina.

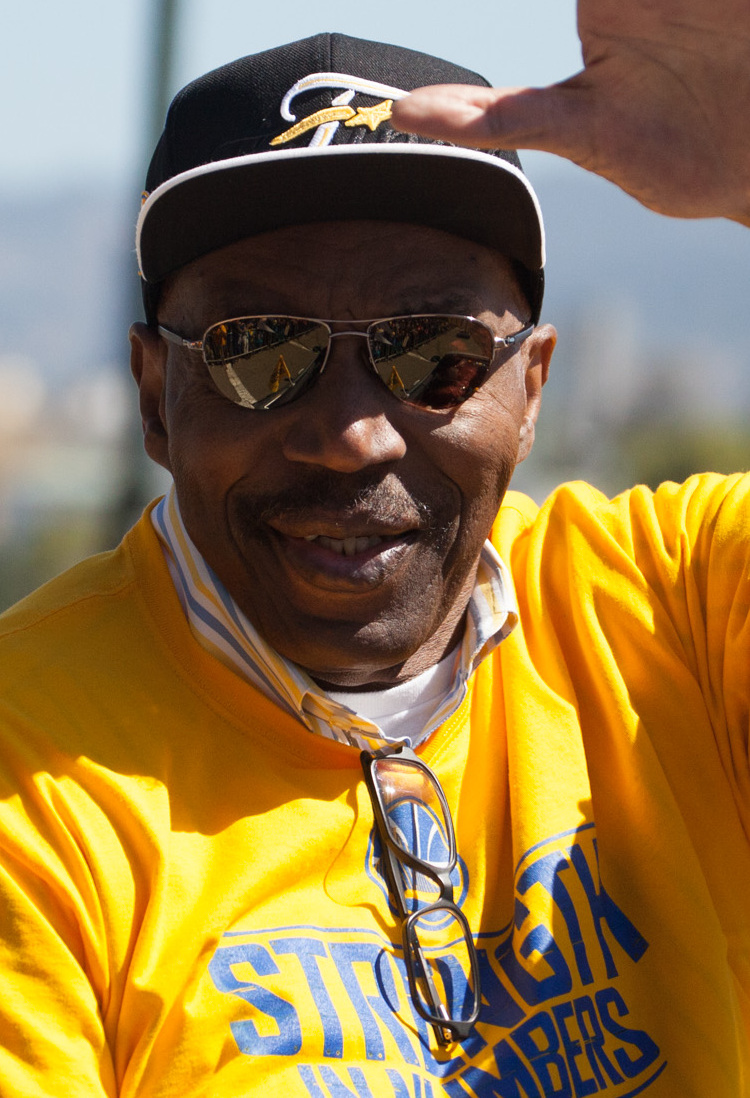
Nate Thurmond, basquetebolista americano.

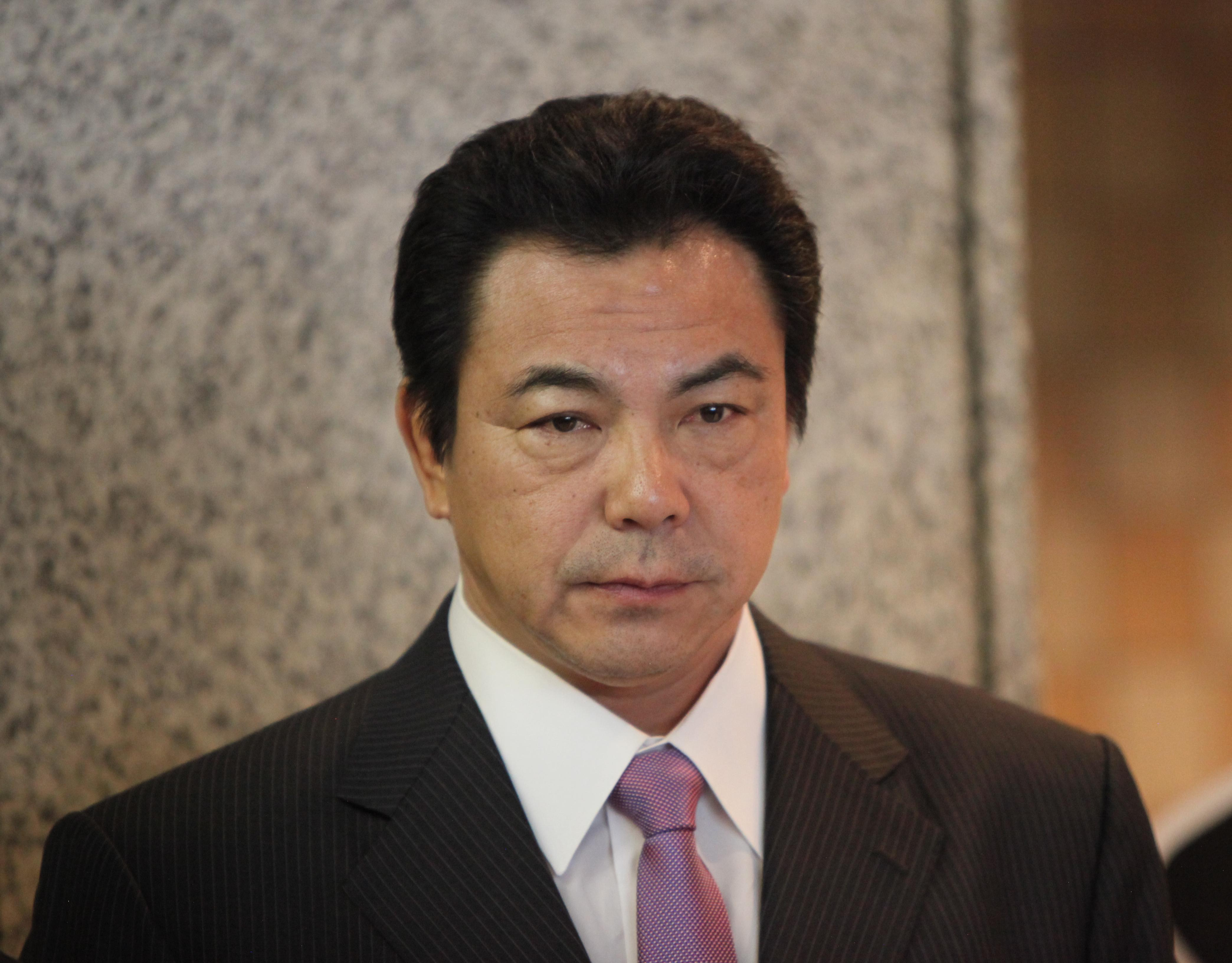
Chiyonofuji Mitsugu, lutador de sumô japonês

| Dia | Nome                      | Profissão ou motivo de reconhecimento        | Nacionalidade                 | Ano de nasc. | Ref    |
| --- | ------------------------- | -------------------------------------------- | ----------------------------- | ------------ | ------ |
| 1   | Yves Bonnefoy             | Poeta, ensaísta e tradutor                   | França                        | 1923         | [ 1 ]  |
| 2   | Patrick Manning           | Ex-primeiro-ministro                         | Trinidad e Tobago             | 1946         | [ 2 ]  |
| 2   | Michel Rocard             | Ex-primeiro-ministro                         | França                        | 1930         | [ 3 ]  |
| 2   | Michael Cimino            | Cineasta e produtor                          | Estados Unidos                | 1939         | [ 4 ]  |
| 2   | Elie Wiesel               | Nobel da Paz                                 | Estados Unidos                | 1928         | [ 5 ]  |
| 2   | Irineu Scherer            | Bispo                                        | Brasil                        | 1950         | [ 6 ]  |
| 2   | Camilo Oliveira           | Ator e argumentista                          | Portugal                      | 1924         | [ 7 ]  |
| 2   | Caroline Aherne           | Atriz e escritora                            | Reino Unido                   | 1963         | [ 8 ]  |
| 2   | Rudolf Kalman             | Matemático e engenheiro                      | Hungria/ Estados Unidos       | 1930         | [ 9 ]  |
| 3   | Ivald Granato             | Artista plástico                             | Brasil                        | 1949         | [ 10 ] |
| 3   | Noel Neill                | Atriz                                        | Estados Unidos                | 1920         | [ 11 ] |
| 4   | Abbas Kiarostami          | Cineasta                                     | Irão/ França                  | 1940         | [ 12 ] |
| 4   | Rondon Pacheco            | Político                                     | Brasil                        | 1919         | [ 13 ] |
| 4   | Dalva Lazaroni            | Política e escritora                         | Brasil                        | 1945         | [ 14 ] |
| 6   | Turgay Şeren              | Futebolista e treinador                      | Turquia                       | 1932         | [ 15 ] |
| 6   | Nicolau de Figueiredo     | Cravista, organista e regente                | Brasil                        | 1958         | [ 16 ] |
| 7   | Guilherme Karam           | Ator                                         | Brasil                        | 1957         | [ 17 ] |
| 8   | Jacques Rouffio           | Cineasta, roteirista e produtor              | França                        | 1938         | [ 18 ] |
| 8   | William H. McNeill        | Historiador                                  | Canadá/ Estados Unidos        | 1917         | [ 19 ] |
| 9   | Sydney Schanberg          | Jornalista                                   | Estados Unidos                | 1934         | [ 20 ] |
| 9   | Silvano Piovanelli        | Cardeal e arcebispo                          | Itália                        | 1924         | [ 21 ] |
| 9   | Fritzi Schwingl           | Canoísta                                     | Áustria                       | 1921         | [ 22 ] |
| 10  | Anatoli Isayev            | Futebolista e treinador                      | Rússia                        | 1932         | [ 23 ] |
| 11  | Kurt Svensson             | Futebolista                                  | Suécia                        | 1927         | [ 24 ] |
| 12  | Luiza Helena de Bairros   | Ministra                                     | Brasil                        | 1953         | [ 25 ] |
| 12  | Goran Hadžić              | Ex-presidente da República Sérvia de Krajina | Croácia/ Sérvia               | 1958         | [ 26 ] |
| 12  | Zygmunt Zimowski          | Arcebispo                                    | Polónia                       | 1949         | [ 27 ] |
| 13  | Bernardo Provenzano       | Mafioso                                      | Itália                        | 1933         | [ 28 ] |
| 13  | Celso Peçanha             | Político                                     | Brasil                        | 1916         | [ 29 ] |
| 13  | Héctor Babenco            | Cineasta                                     | Argentina/ Brasil             | 1946         | [ 30 ] |
| 13  | Robert Fano               | Cientista da computação                      | Itália/ Estados Unidos        | 1917         | [ 31 ] |
| 14  | Péter Esterházy           | Escritor                                     | Hungria                       | 1950         | [ 32 ] |
| 14  | Sábato Magaldi            | Crítico teatral e jornalista                 | Brasil                        | 1927         | [ 33 ] |
| 14  | Mohamed Lahouaiej Bouhlel | Autor do atentado de Nice                    | Tunísia                       | 1985         | [ 34 ] |
| 14  | Atilio López              | Futebolista                                  | Paraguai                      | 1925         | [ 35 ] |
| 16  | Nate Thurmond             | Basquetebolista                              | Estados Unidos                | 1941         | [ 36 ] |
| 16  | Alan Vega                 | Cantor                                       | Estados Unidos                | 1938         | [ 37 ] |
| 17  | Eliakim Araújo            | Jornalista                                   | Brasil                        | 1941         | [ 38 ] |
| 17  | Sérgio Henrique Ferreira  | Médico e farmacologista                      | Brasil                        | 1934         | [ 39 ] |
| 18  | Matilda Rapaport          | Esquiadora                                   | Suécia                        | 1986         | [ 40 ] |
| 19  | Carmen Hernández          | Criadora do caminho neocatecumenal           | Espanha                       | 1930         | [ 41 ] |
| 19  | Garry Marshall            | Cineasta e ator                              | Estados Unidos                | 1934         | [ 42 ] |
| 19  | Aldo Monti                | Ator                                         | Itália/ México                | 1929         | [ 43 ] |
| 20  | Sergio Machado            | Presidente do Grupo Editorial Record         | Brasil                        | 1948         | [ 44 ] |
| 21  | Chor Yeok Eng             | Político                                     | Singapura                     | 1930         | [ 45 ] |
| 21  | Ananias Ferreira          | Mestre de Capoeira                           | Brasil                        | 1924         | [ 46 ] |
| 21  | Roger Godement            | Matemático                                   | França                        | 1921         | [ 47 ] |
| 22  | Evaristo de Moraes Filho  | Escritor                                     | Brasil                        | 1914         | [ 48 ] |
| 22  | Lidoka Matuscelli         | Cantora                                      | Brasil                        | 1950         | [ 49 ] |
| 23  | Thorbjörn Fälldin         | Ex-primeiro-ministro                         | Suécia                        | 1926         | [ 50 ] |
| 24  | Małgorzata Bartyzel       | Política                                     | Polónia                       | 1955         | [ 51 ] |
| 24  | Marni Nixon               | Cantora                                      | Estados Unidos                | 1930         | [ 52 ] |
| 25  | Bülent Eken               | Futebolista e treinador                      | Turquia                       | 1923         | [ 53 ] |
| 25  | Tim LaHaye                | Pregador cristão e escritor                  | Estados Unidos                | 1926         | [ 54 ] |
| 25  | Dwight Jones              | Basquetebolista                              | Estados Unidos                | 1952         | [ 55 ] |
| 26  | Jacques Hamel             | Presbítero                                   | França                        | 1930         | [ 56 ] |
| 26  | Roye Albrighton           | Cantor                                       | Reino Unido                   | 1949         | [ 57 ] |
| 27  | Piet de Jong              | Ex-primeiro-ministro                         | Países Baixos                 | 1915         | [ 58 ] |
| 27  | Einojuhani Rautavaara     | Compositor                                   | Finlândia                     | 1928         | [ 59 ] |
| 28  | Jerry Doyle               | Ator e apresentador de talk-show             | Estados Unidos                | 1956         | [ 60 ] |
| 28  | Luiz Carlos Stanislawczuk | Político                                     | Brasil                        | 1944         | [ 61 ] |
| 29  | Lucille Dumont            | Cantora e apresentadora de rádio e televisão | Canadá                        | 1919         | [ 62 ] |
| 29  | Sílvio Navas              | Dublador                                     | Brasil                        | 1942         | [ 63 ] |
| 30  | Cesino Bernardino         | Ministro do Evangelho                        | Brasil                        | 1934         | [ 64 ] |
| 30  | Vacaria                   | Futebolista e treinador                      | Brasil                        | 1949         | [ 65 ] |
| 30  | William Bell              | Escritor                                     | Canadá                        | 1945         | [ 66 ] |
| 31  | Chiyonofuji Mitsugu       | Lutador de sumô                              | Japão                         | 1955         | [ 67 ] |
| 31  | Seymour Papert            | Matemático e cientista da computação         | Estados Unidos/ África do Sul | 1928         | [ 68 ] |
| 31  | Mário Moniz Pereira       | Treinador de atletismo                       | Portugal                      | 1921         | [ 69 ] |
| 31  | Mariana Karr              | Atriz                                        | México/ Argentina             | 1940         | [ 70 ] |
| 31  | Angelika Schrobsdorff     | Escritora e atriz                            | Alemanha                      | 1927         | [ 71 ] |